# Друге бюро
Друге бюро (fr: Deuxième Bureau de l'État-major général, дос. «Друге бюро Генерального штабу») — служба зовнішньої військової розвідки Франції з 1871 по 1940 рік. Була розпущена разом із Третьою республікою після перемир'я з Німеччиною. Однак термін «Deuxième Bureau» (фр.: [døzjɛm byʁo]), як і «МІ-6» і «КДБ», пережили початкову організацію як загальний ярлик для розвідувальної служби країни.
Французька військова розвідка складалася з двох окремих бюро до Другої світової війни. Прем'єр-бюро було доручено інформувати вище командування про стан французьких, союзницьких і дружніх військ, у той час, як Deuxième Bureau розробляло розвідувальні дані щодо ворожих військ. Бюро Deuxième було відзначено своєю криптоаналітичною роботою, але його критикували за участь у справі Дрейфуса та послідовну переоцінку німецьких військових формувань до Другої світової війни.
Його останнім директором був полковник Луї Ріве.